# Астрономія в Сербії
Астрономія в Сербії розвивалася відповідно до її економічних можливостей або навіть трохи краще. Белградська астрономічна обсерваторія, заснована в 1887 році, є однією з найстаріших наукових установ Сербії. Сербія є членом Міжнародного астрономічного союзу з 1935 року.
Белградська астрономічна обсерваторія досі залишається єдиною професійною обсерваторією в Сербії. Обсерваторія веде будівництво спостережної станції на горі Відоєвіца біля Прокупле. У Сербії є кілька менших національних та університетських обсерваторій: Народна обсерваторія в Белграді, Астрономічна обсерваторія Нового Саду, Обсерваторія Беллерофонт у Крагуєваці. Є два планетарії — Белградський і Новосадський.
Астрономія викладається в початковій і середній школах, але лише в рамках інших предметів. Дослідницька станція «Пєтніца» має велике значення у викладанні астрономії. Більшість сербських астрономів є випускниками Белградського університету і лише набагато менша кількість — випускниками Новосадського університету.
У Сербії виходить кілька журналів, присвячених астрономії: «Астрономічний журнал», «Васіона», «Астрономія». Крім того, з 1936 року виходить науковий журнал «Сербський астрономічний журнал».
У Сербії існує 17 асоціацій астрономів-любителів, найстарішою з яких є Астрономічне товариство Руджера Бошковича.
Сербія наприкінці 2012 року отримала три астрономічні радіотелескопи.